# NGC 1126
NGC 1126 je galaksija u zviježđu Eridan.

## Vanjske poveznice
- SEDS: NGC 1126